# نيت دريجرس
نيت دريجرس (بالإنجليزية: Nate Driggers)‏ مواليد 12 أكتوبر 1973 في شيكاغو، هو لاعب كرة سلة أمريكي سابق. حمل الرقم 27. يبلغ طوله 6 قدم 5 بوصة (2.0 م). لعب مع بوسطن سيلتكس في الدوري الأمريكي لكرة السلة للمحترفين.

## روابط خارجية
- نيت دريجرس على موقع إن بي أي (الإنجليزية)
- نيت دريجرس على موقع سبورتس رفرنس (الإنجليزية)
- نيت دريجرس على موقع كرة السلة الأوروبية.كوم (الإنجليزية)
- نيت دريجرس على موقع ريلجم (الإنجليزية)
- نيت دريجرس على موقع بروبوليرز (الإنجليزية)